# کابوی جانکیز
کابوی جانکیز (به انگلیسی: Cowboy Junkies) یک گروه راک آلترناتیو کانتری و فولکلور است که در سال ۱۹۸۵ در تورنتو ، انتاریو، کانادا توسط آلن آنتون (نوازنده بیس)، مایکل تیمینز (ترانه‌سرا، گیتاریست)، پیتر تیمینز (درامر) و مارگو تیمینز (خواننده) تشکیل شد. هرسه تیمینز خواهر و برادر هستند و آنتون در طول اولین دو گروه با مایکل تیمینز کار کرد. جان تیمینز یکی از اعضای گروه بود اما قبل از ضبط اولین آلبوم استودیویی گروه را ترک کرد. ترکیب گروه از آن زمان هرگز تغییر نکرده است، اگرچه آنها از چندین نوازنده مهمان در بسیاری از آلبوم‌های استودیویی خود استفاده می‌کنند، از جمله جف برد، نوازنده چند ساز، که در هر آلبوم به جز آلبوم اول اجرا کرده است.
اولین آلبوم استودیویی کابوی جانکیز در سال ۱۹۸۶ که توسط تهیه‌کننده کانادایی پیتر مور تهیه شد، آلبوم سفیدها در حال حاضر خارج از زمین هستند!! با الهام از بلوز بود. در گاراژ خانوادگی با استفاده از میکروفون تک آمبیسونیک ضبط شده است.
این گروه با دومین آلبوم استودیویی خود، جلسه تثلیث (۱۹۸۸) که در سال ۱۹۸۷ در کلیسای تثلیث مقدس تورنتو ضبط شد، شهرت گسترده‌ای به دست آورد. صدای آنها، دوباره با استفاده از میکروفون آمبیسونیک، و ترکیب آنها از بلوز، کانتری، فولک، راک و جاز، توجه منتقدان و طرفداران سخت را به خود جلب کرد. لس آنجلس تایمز این آلبوم را به عنوان یکی از ۱۰ آلبوم برتر سال ۱۹۸۸ معرفی کرد.
کابوی جانکیز به ضبط ۱۶ آلبوم استودیویی و پنج آلبوم زنده ادامه داده‌اند، برگزاری تور تا سال ۲۰۲۳ رزرو شده است.

## اعضا
گروه شامل چهار عضو است، همه خواهر و برادرها به جز آنتون، که در دو گروه قبلی با مایکل تیمینز ساخته و اجرا کردند.
- مارگو تیمینز (خواننده)
- مایکل تیمینز (گیتار و آهنگساز اصلی)[۱]
- پیتر تیمینز (درامز)[۱]
- آلن آنتون (باس)[۱]

کابوی جانکیز از زمان دومین آلبوم استودیویی خود، با نوازنده چندساز، جف برد، که نقش فعلی او شامل ماندولین‌های آکوستیک و برقی، سازدهنی، سازهای کوبه‌ای و سمپل است، اجرا و ضبط کرده است.

## دیسکوگرافی

### آلبوم‌ها

#### آلبوم‌های استودیویی
| سال  | آلبوم                                |
| ---- | ------------------------------------ |
| ۱۹۹۵ | ۲۰۰ مایل بیشتر: اجرای زنده ۱۹۸۵–۱۹۹۴ |
| ۲۰۰۰ | والس در سراسر آمریکا                 |
| ۲۰۰۲ | جاده باز (CD/DVD)                    |
| ۲۰۰۳ | در زمان قبل از لاماها                |
| ۲۰۰۶ | سفر طولانی به خانه (CD/DVD)          |
| ۲۰۰۹ | آشغال آکوستیک (نسخه محدود)           |
| ۲۰۲۰ | موسیقی دارو است (نسخه محدود)         |

#### آلبوم‌های گردآوری‌شده
| سال  | آلبوم                                          |
| ---- | ---------------------------------------------- |
| ۱۹۹۶ | استودیو: منتخب ضبط استودیویی ۱۹۸۶–۱۹۹۵         |
| ۱۹۹۹ | نادر، B-Sides و آهسته، والس غمگین              |
| ۲۰۰۱ | بهترین‌های کابوی جانکیز                         |
| ۲۰۰۲ | سیزن رادیو وان                                 |
| ۲۰۰۳ | مجموعه پلاتین و طلا                            |
| ۲۰۱۲ | سریال نومد (باکس ست)                           |
| ۲۹۱۵ | نت‌ها آهسته می‌افتند (باکس ست)                   |
| ۲۰۲۱ | All That Reckoning / Ghosts (انتشار LP ترکیبی) |

## کتابشناسی
- XX: Lyrics and Photographs of the Cowboy Junkies, with Watercolors by Enrique Martinez Celaya. 2007. Santa Monica: Whale and Star.
- The Nomad Series: Lyrics and Photographs of the Cowboy Junkies. 2012. Miami: Whale and Star.